# Ralf Becker
Ralf Becker (* 26. September 1970 in Leonberg) ist ein ehemaliger deutscher Fußballspieler und -trainer sowie heutiger Fußballmanager. Er ist seit dem 1. Juni 2025 Sportdirektor von Hannover 96.

## Karriere als Spieler
Ralf Becker spielte in der Jugend beim VfB Stuttgart. Mit seinem Wechsel von der TSF Ditzingen zu Bayer 04 Leverkusen in die Bundesliga im Jahr 1993 spielte der Mittelfeldspieler erstmals im Profibereich und stand mit Bayer Leverkusen 1994 im Viertelfinale des Europacups der Pokalsieger gegen Benfica Lissabon (1:1/4:4). 1995 wechselte er innerhalb der Bundesliga zum FC St. Pauli, ehe er sich ein Jahr später dem Zweitligisten Stuttgarter Kickers anschloss. Nach seiner kurzzeitigen Rückkehr zu den TSF Ditzingen waren die Zweitligisten SSV Reutlingen 05 und Karlsruher SC, bei dem er 2005 seine Karriere beendete, weitere Stationen seiner Profilaufbahn.

## Karriere als Trainer und Manager
Nach dem Ende seiner aktiven Laufbahn wechselte Becker 2006 als Co-Trainer in den Trainerstab des Karlsruher SC, mit dem ihm 2007 der Aufstieg in die erste Bundesliga gelang. Am 19. August 2009 entließ ihn der Klub zusammen mit Cheftrainer Edmund Becker. Im Oktober löste er endgültig seinen Vertrag beim badischen Klub auf und unterzeichnete am 15. Oktober einen Vertrag beim Regionalligisten SSV Ulm 1846 Fußball. Am 30. November 2010 stellte er dort sein Amt zur Verfügung.
Nach dem Ende der Saison 2010/11 wurde Becker neuer Chefscout des VfB Stuttgart. Ein Jahr später wurde er zum neuen Leiter Junioren & Scouting ernannt, womit er nach einer Umstrukturierung zusätzlich die Aufgaben des bisherigen Jugendleiters Marc Kienle übernahm. Bis zu einer neuen Umstrukturierung im Sommer 2014 war er in dieser Funktion tätig; von Juli 2014 bis 19. Januar 2016 war er wieder Chefscout des Vereins.
Ab dem 5. Juni 2016 war Becker als Geschäftsführer Sport bei Holstein Kiel tätig. Unter seiner Führung stiegen die Kieler in der Saison 2016/17 aus der 3. Liga in die 2. Bundesliga auf und verpassten eine Saison später in der Relegation den Durchmarsch in die Bundesliga.
Am 28. Mai 2018 wurde Becker Sportvorstand der HSV Fußball AG, die die Lizenzspielerabteilung des Hamburger SV betreibt. Er unterschrieb beim Bundesliga-Absteiger einen Vertrag bis 2021. Unter Becker ersetzte der HSV den Cheftrainer Christian Titz nach dem 10. Spieltag der Saison 2018/19 durch Hannes Wolf, als man mit 2 Punkten Rückstand auf den Tabellenführer auf dem 5. Platz stand. Unter Wolf wurde der HSV Herbstmeister, verspielte in der Rückrunde (Platz 15 in der Rückrundentabelle) aber den direkten Wiederaufstieg. Am 24. Mai 2019 wurde Becker vom Aufsichtsrat aus dem Vorstand abberufen, freigestellt und durch Jonas Boldt ersetzt.
Zur Saison 2020/21 wurde Becker als Nachfolger von Ralf Minge Geschäftsführer Sport der SG Dynamo Dresden, die in der Saison 2019/20 in die 3. Liga abgestiegen war. Am 5. März 2024 wurde er vom Aufsichtsrat beurlaubt.
Zum 1. Juni 2025 wurde Becker unter dem Sport-Geschäftsführer Marcus Mann Sportdirektor von Hannover 96. Er unterschrieb beim Zweitligisten einen Vertrag bis zum 30. Juni 2027.

## Privates
Becker ist verheiratet und hat drei Kinder.